# August Oeltermann
August Oeltermann (* 21. Februar 1836 in Oldenburg; † 18. Mai 1902 ebenda) war ein deutscher Jurist und Geheimer Oberfinanzrat.

## Leben und Beruf
August Oeltermann, Sohn eines Amtmannes, studierte nach dem Abitur in Oldenburg Rechtswissenschaften in Heidelberg, Berlin und Göttingen, wo er im Sommersemester 1857 Mitglied der Burschenschaft Hannovera wurde. Die Staatsprüfung bestand er 1863 in Oldenburg. Danach trat er in den Verwaltungsdienst des Großherzogtums Oldenburg ein und war zunächst Hilfsreferent am Amt Jever und danach als Amtsassessor bei der Regierung in Eutin.
Oeltermann wurde 1872 mit der Wahrnehmung der Geschäfte eines Vortragenden Rates an das Finanzdepartement des Großherzogtums Oldenburg versetzt. Zugleich gehörte er der Zolldirektion in Oldenburg an. Nach fünf Jahren wurde er erneut im Bereich der allgemeinen inneren Verwaltung eingesetzt, zuerst als Amtmann beim Amt Damme und dann als Oberamtmann (Landrat) des Amtes Wildeshausen. Danach war er als Regierungsrat ordentliches Mitglied der Regierung in Eutin. 1885 erfolgte erneut eine Berufung in das Departement der Finanzen des Großherzogtums Oldenburg; dort stieg er 1887 zum Oberfinanzrat und 1896 zum Geheimen Oberfinanzrat auf. In dieser Stellung erhielt Oeltermann 1899 das Ehrenkomturkreuz des Haus- und Verdienstordens von Herzog Peter Friedrich Ludwig von Oldenburg.
Bis zu seinem Tode war August Oeltermann für sechs Jahre der ranghöchste Beamte in der Finanzverwaltung des deutschen Bundesstaates und wirkte somit maßgeblich bei allen steuerlichen und haushaltsmäßigen Entscheidungen des Großherzogtums Oldenburg mit.
Darüber hinaus übte Oeltermann nebenamtlich weiter öffentliche Ämter aus. Er was zeitweilig Vorsitzender der Prüfungskommission für das Vermessungs- und Katasterwesen. Etliche Jahre gehörte er der Behörde zur Entscheidung von Kompetenzkonflikten zwischen Verwaltungs- und Gerichtsbehörden an. Außerdem war er Mitglied und seit 1897 Vorsitzender der Direktion der Witwen-, Waisen- und Leibrentenkasse des Großherzogtums Oldenburg.